# 戍卫岛

戍卫岛市区在赫尔辛基的位置

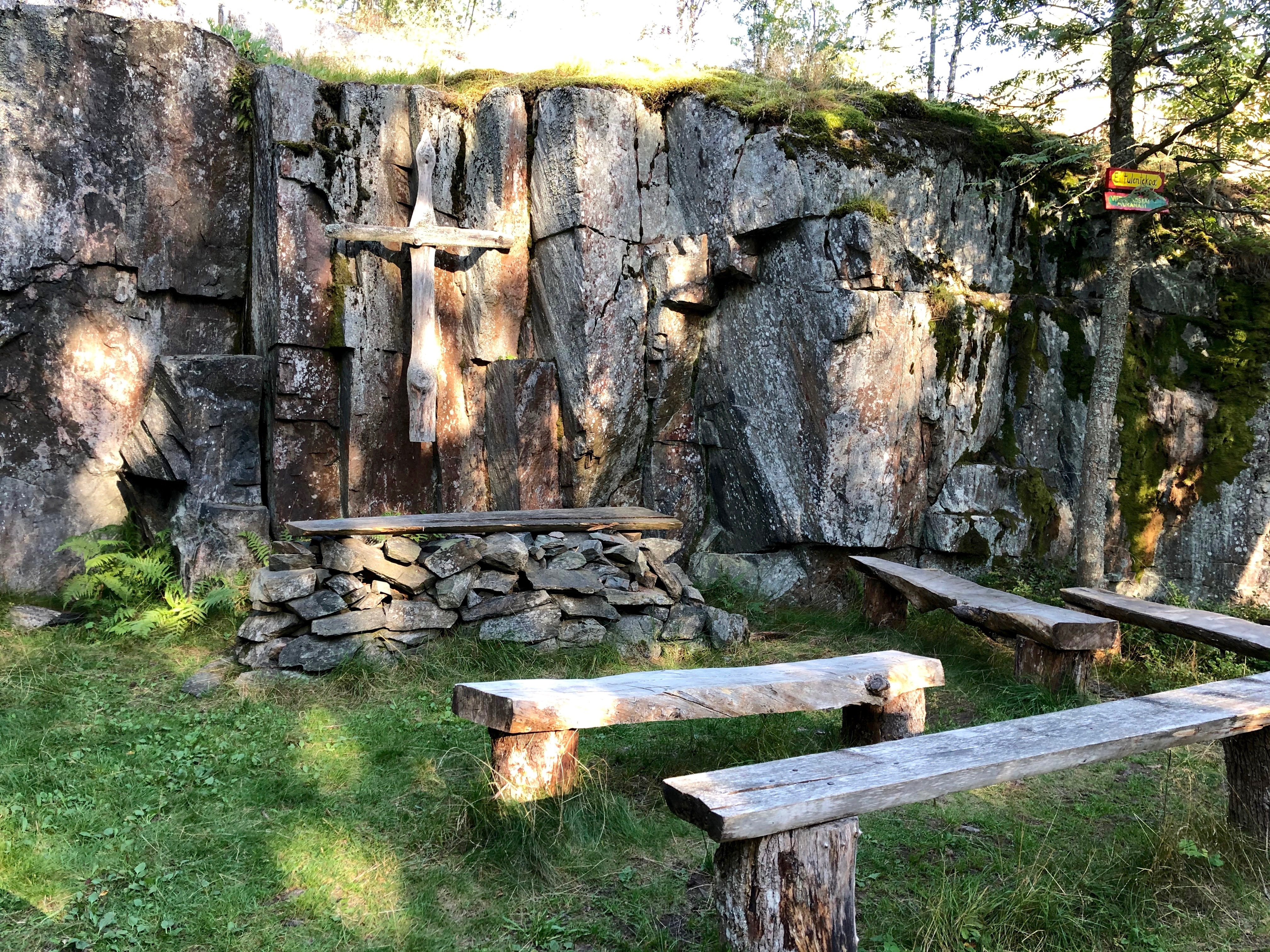
岛上的森林教堂，1700年代时曾在此开采石头用以建设芬兰堡

戍卫岛（芬蘭語：Vartiosaari），是芬兰首都赫尔辛基市的一个岛屿，以及赫尔辛基第48号市区。

## 位置
戍卫岛市区包括在赫尔辛基东部的靠近海岸的群岛，没有桥梁或可通汽车的道路通向这些群岛。作为市区的戍卫岛除了同名岛屿本身之外，还包括其南边和北边的一些小岛。

## 居民
2022年戍卫岛的居民数量少于10人。市区内大约有50多个夏季住屋及别墅。岛上有市政府拥有并往外出租的业余种菜的小块土地，可供上百位种菜爱好者使用。
戍卫岛的面积为83公顷，赫尔辛基市政府拥有约90%的土地及大部分附近的小岛。市政府也拥有岛上大部分的别墅。岛上不再允许建造新的住房建筑。